# Xylocladium clautriavii
Xylocladium clautriavii är en svampart som först beskrevs av Narcisse Theophile Patouillard, och fick sitt nu gällande namn av P. Syd. ex Lindau 1900. Xylocladium clautriavii ingår i släktet Xylocladium och familjen kolkärnsvampar.   Inga underarter finns listade i Catalogue of Life.